# Hortus Haren
De Hortus botanicus Haren is een hortus botanicus in de plaats Haren in de Nederlandse provincie Groningen. De Hortus bestaat uit vijftien hectare tuinen en wordt beheerd door de Stichting Behoud Groene Hortus. De tuin is aangesloten bij de stichting Nationale Plantencollectie.
De tuin is in 1626 opgericht aan de Grote Rozenstraat in Groningen. Henricus Munting was de stichter van de Hortus botanicus Groninganus. Hiermee is het een van de oudste botanische tuinen van Nederland. In 1967 werd de collectie verhuisd naar Haren en werd de locatie in Groningen gesloten.

## Geschiedenis

### Hortustuin
In 1626 vestigde de apotheker Henricus Munting zich in Groningen na jaren reizen door Europa. Achter zijn huis in de Grote Rozenstraat legde hij een tuin aan met vele gewassen; de Hortustuin. Door zijn buitenlandse relaties, die hem planten toezonden, stond deze tuin snel zeer goed aangeschreven.
In 1642 bood Henricus Munting de tuin aan de Staten van Stad en Lande om deze in stand te houden voor de Academie en de inwoners van Groningen. Op deze manier kreeg de Universiteit een plantentuin. Munting werd benoemd tot provinciaal botanicus met leeropdracht. De eerste catalogus van de tuin werd in 1646 uitgegeven en bevatte namen van planten uit alle werelddelen. In 1654 werd Munting hoogleraar in de botanie, de eerste hoogleraar plantkunde in de Republiek der Verenigde Nederlanden. Het was moeilijk alle planten (vooral de planten uit warmere streken) in leven te houden. Door de Staten werd daarom in 1656 geld beschikbaar gesteld voor een reconditorium: een verwarmde kas (een soort oranjerie). Hierin bloeide in 1675 voor het eerst de Agave, een primeur in de Republiek. Na het overlijden van Henricus Munting in 1658, werd hij opgevolgd door zijn zoon Abraham die al enige jaren zijn adjunct was. Abraham publiceerde het boek Waarre oeffening der planten waarin veel over het kweken van planten werd vermeld, kennis die uit eigen ervaring was verworven.
Een zoon van Abraham, Albert Munting, volgde zijn vader na diens overlijden op in 1683. Nog steeds had de familie Munting de zorg voor de tuin. De Provincie kocht de tuin op 29 januari 1691 en sindsdien is de tuin overheidsbezit. Hoogleraren volgden elkaar op, zij woonden in het huis in de Rozenstraat en verrichtten nog jarenlang zelf veel tuinwerk. Pas in 1672 kwam de eerste hortulanus, die in 1768 een woning op het terrein kreeg. Aan het eind van de 18e eeuw werd het personeel verder uitgebreid.
In de 18e en 19e eeuw werden kassen gebouwd, zaden en planten gekocht en uitgewisseld. Vanaf 1856 werden zaadlijsten uitgegeven. Daarnaast werden er planten verzameld in de eigen provincie en omgeving, en werden er contacten onderhouden met andere botanische tuinen. Op 22 april 1899 werd een nieuw botanisch laboratorium geopend, grenzend aan het oude Hortushuis.

### Ontwikkeling tot Hortus Haren
Begin 20e eeuw kampte de Hortustuin met ruimtegebrek en ontstond de wens om een kassencomplex te creëren. De universiteit kocht daarop in 1917 het ongeveer 12,5 hectare grote landgoed 't Huis de Wolf in Haren. In 1920 werd hier een tuin voor de genetica aangelegd, deze is verdwenen toen daar het Biologisch Centrum werd gebouwd. Vanaf 1929 werd de aanplant van het terrein ter hand genomen. Door geldgebrek kwam dit pas na de Tweede Wereldoorlog goed op gang. Deze tuin droeg eerst de naam Hortus de Wolf, later werd dit Hortus Haren. Na de oorlog groeide de Hortus snel uit tot haar huidige omvang. Eerst werd de wilde plantentuin (Laarmantuin) aangelegd. Nadat in 1966 een tropische kas (de grootste van Nederland) gereed was gekomen, verhuisden alle planten uit de Hortustuin in Groningen naar de Hortus Haren. Vervolgens werden nog een rotstuin en een aantal waterpartijen aangelegd. Daarmee was de Hortus feitelijk in zijn geheel overgeplaatst vanuit de locatie in Groningen, die daarna meestal de Oude Hortus werd genoemd. Door aankopen van aangrenzende terreinen bereikte de Hortus in Haren zijn huidige oppervlakte van 20 hectare. In 1971 werd het Biologisch Centrum naast de Hortus geopend.

### Op eigen benen
In 1982 moest de universiteit bezuinigen en omdat het vak plantkunde niet meer zo belangrijk was, werd besloten de tuin in 1988 te sluiten. De burgemeester van Haren Klaas Weide wist daarop via zijn netwerk miljoenen aan gelden te regelen uit het bedrijfsleven om de hortus een commerciële doorstart te geven. De universiteit gaf de grond en opstallen daarbij in erfpacht aan een hiertoe opgerichte stichting onder leiding van John Reinhard. Deze moest de Hortus omvormen tot een toeristische attractie. Daartoe werd in 1995 de Chinese Tuin geopend en in 1999 de Tuinen van Ogham (Keltische tuin). Ook werd een nieuwe horecavoorziening en een nieuwe rotstuin aangelegd. Ondertussen bleef de Hortus op het randje van een faillissement balanceren. De tropische planten werden in 1999 overgebracht naar de Hortus van Amsterdam.
De tuin trok echter te weinig bezoekers om winstgevend te worden. In 2001 ging de tuin failliet, maar de universiteit werd daarop in 2002 overgehaald om de tuin nog 10 jaar te sponsoren. Ondertussen maakte de universiteit plannen voor het realiseren van woningen op een deel van het terrein. De financiële problemen bleven, vooral vanwege de astronomisch hoge stookkosten van de tropische kas en de dalende bezoekersaantallen. In 2005 werd daarop besloten de tropische kas niet langer te verwarmen, waardoor het sindsdien in feite geen tropische kas meer was. Voor een benodigde renovatie van de Chinese tuin werd een samenwerking aangegaan met het Chinese staatsbedrijf China-Europe Business Bridge, die in 2006 in deze tuin een groot aantal Chinese beelden plaatste. Een poging van dit staatsbedrijf om een propagandatentoonstelling over Tibet op te zetten in deze tuin werd echter geblokkeerd na protesten van Tibetaanse vluchtelingen en politici uit Haren.
In 2012 beëindigde de universiteit haar subsidie. Om toch te proberen de tuin winstgevend te maken, was de tuin vanaf 2013 niet meer het hele jaar maar nog slechts 9 maanden open. In de wintermaanden werd de Hortus gesloten omdat er dan nauwelijks bezoekers waren. In 2012 werden alle betaalde krachten ontslagen en vanaf oktober 2012 draaide de Hortus alleen nog op vrijwilligers. In 2013 besloot de universiteit tot het opstellen van een nieuw stedenbouwkundig plan voor zowel de Hortus als het Biologisch Centrum ernaast, waarbij ook woningbouw werd voorzien op een deel van het terrein van de Hortus. De uitvoering hiervan werd echter steeds uitgesteld.
Uit onderzoek in 2015 bleek dat de vroegere tropische kas en de kantoren in slechte staat verkeerden. De kas werd daarop gesloten en afgebroken. In samenwerking met Geopark de Hondsrug werd op de plek van de kas de zogenoemde Hondsrugtuin aangelegd, die in 2017 klaar was en sindsdien door de natuur verder is ontwikkeld. De tuin kreeg later, naast een groot aantal vrijwilligers, ook weer een aantal betaalde krachten. Hoewel de universiteit haar handen van de tuin heeft afgetrokken, is zij er nog wel bij betrokken. Zo was zij een van de financiers van de Hondsrugtuin.
In 2022 sloten de Rijksuniversiteit en de Gemeente Groningen een akkoord om de Hortus samen met de naastgelegen culturele broedplaats 'De Biotoop' in het voormalig Biologisch Centrum en naastgelegen Zoölogisch Laboratorium per 2023 voor 3,6 miljoen euro over te dragen aan de gemeente. De gemeente committeerde zich daarmee voor de middellange termijn aan de bestaande functies en meldde dat woningbouw pas op de langere termijn zou worden onderzocht, maar dan vooralsnog alleen op het terrein van De Biotoop na 2025. Onderdeel van de plannen is ook een financiële impuls voor de Hortus. Stichting Het Groninger Landschap is gevraagd om de plannen voor de Laarmantuin uitvoering te geven en streeft ernaar om zich samen met andere natuurorganisaties in de toekomst te vestigen in het Zoölogisch Laboratorium.
| Bezoekersaantallen tussen 1970 en 2024 |
| -------------------------------------- |
|                                        |

## De tuinen
De Hortus heeft vijftien hectare aan tuinen. Zo kent ze een Chinese tuin, de Laarmantuin (wilde plantentuin), een arboretum (loofbomenbos), een pinetum (naaldbomenbos), een watertuin, een rotstuin, een hortensiatuin, de Hondsrugtuin, een vlinder-bijenweide en Keltische tuinen. In de Chinese tuin bevindt zich een restaurant in Chinese stijl.

### Chinese tuin
In 1995 opende koningin Beatrix Het Verborgen Rijk van Ming. Stadstuinarchitect Le Wei Zhong uit Shanghai was verantwoordelijk voor het ontwerp van deze Chinese tuin. De materialen voor de Chinese tuin kwamen uit China, en de tuin werd aangelegd door Chinese vaklieden. De Chinese tuin is uniek in Europa. Een dergelijke tuin is buiten China alleen in Canada en Australië te vinden.

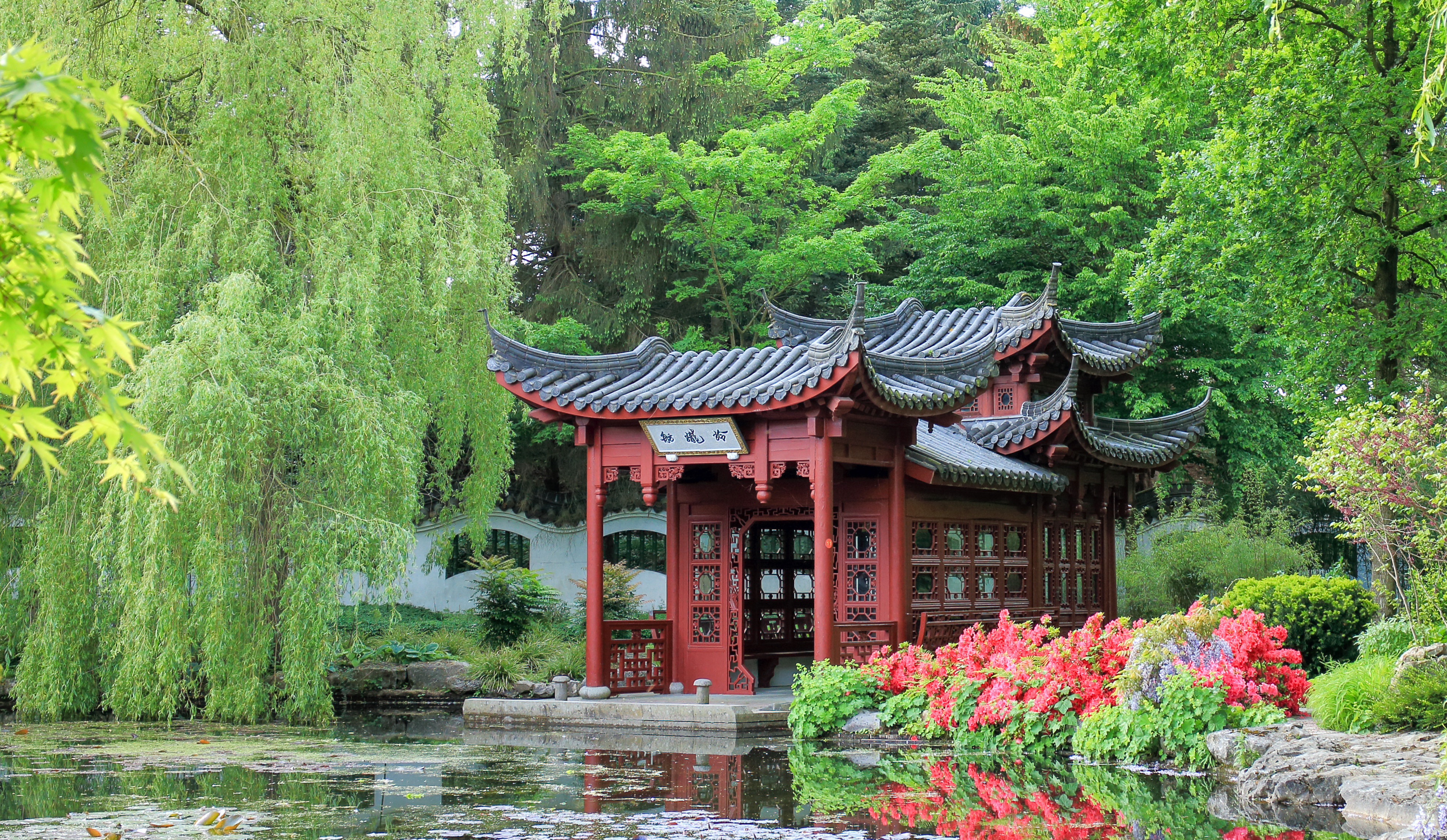
De Stenen Boot (He Feng)
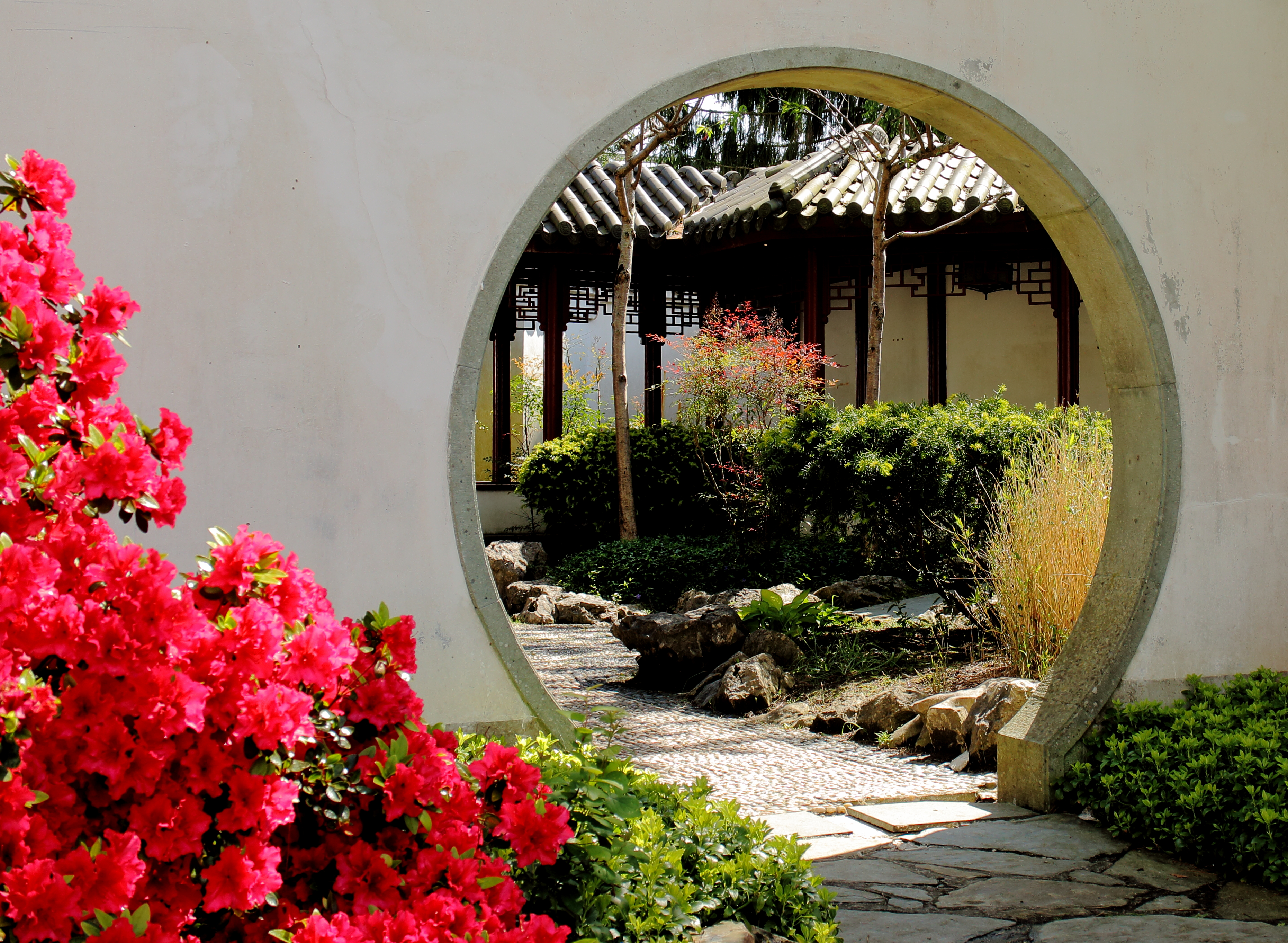
Doorkijkje in de tuin
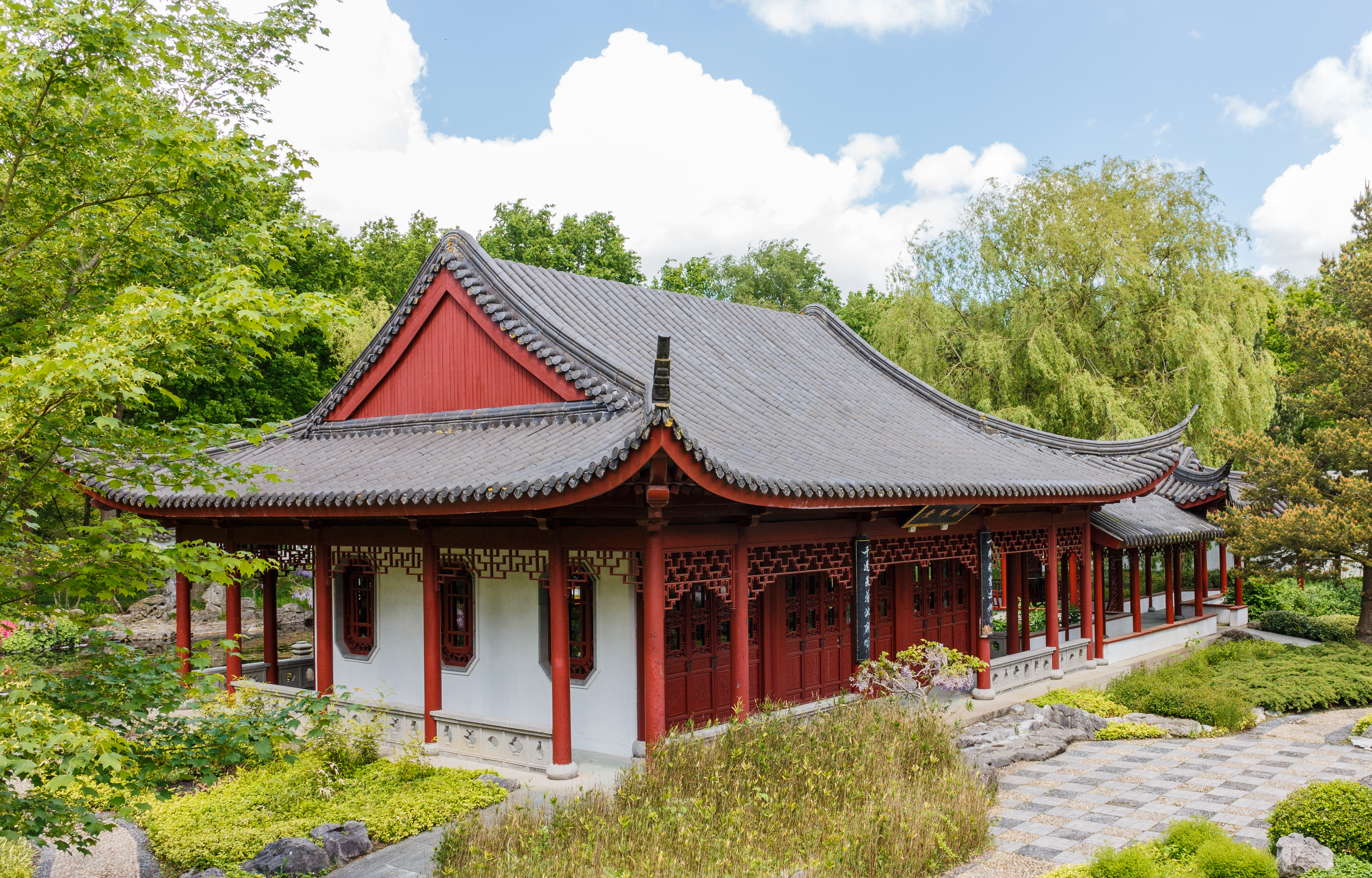
Het Honderd Bloemen Paviljoen
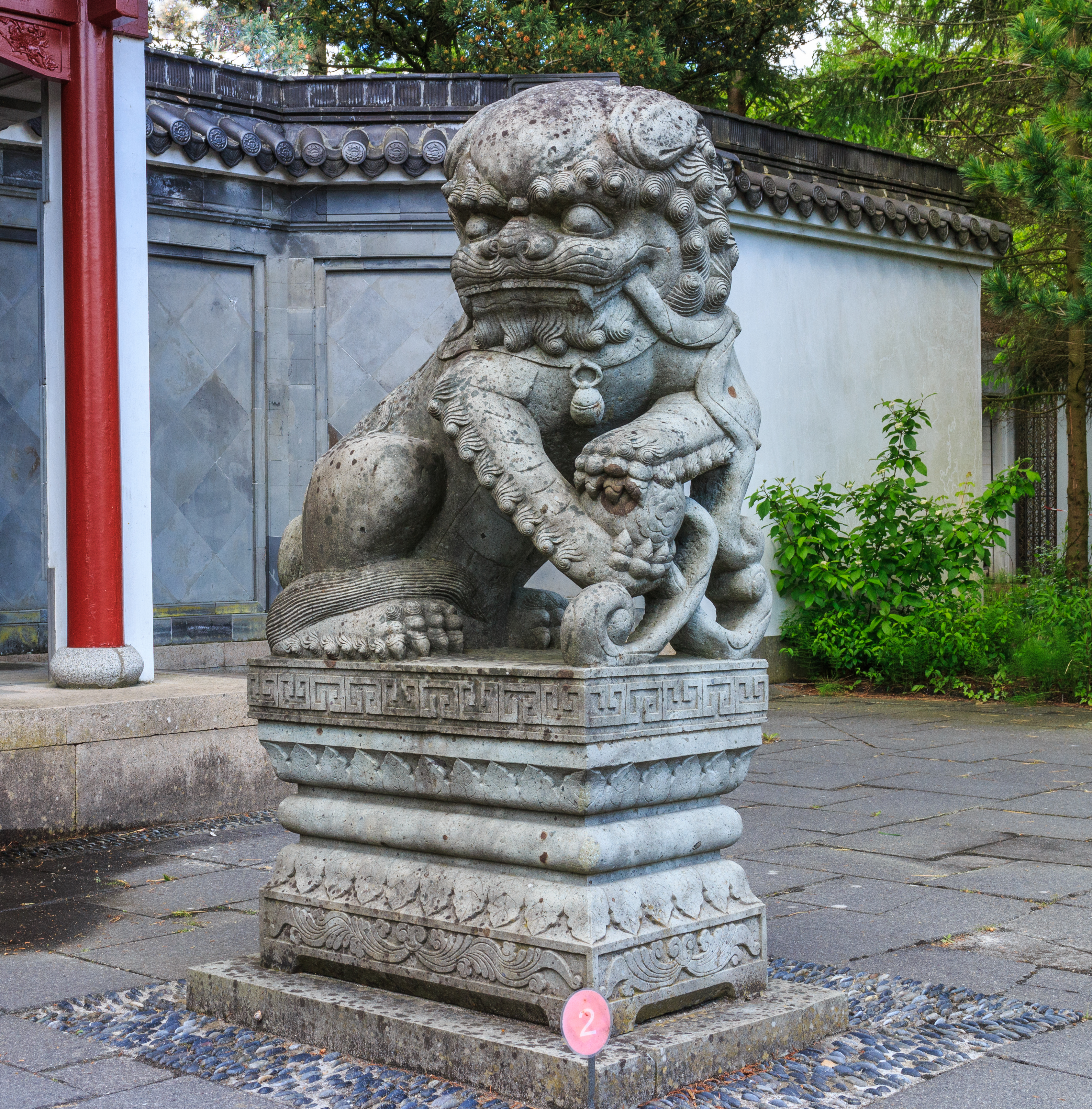
Beeld van een leeuw voor de ingang van Het Verborgen Rijk van Ming
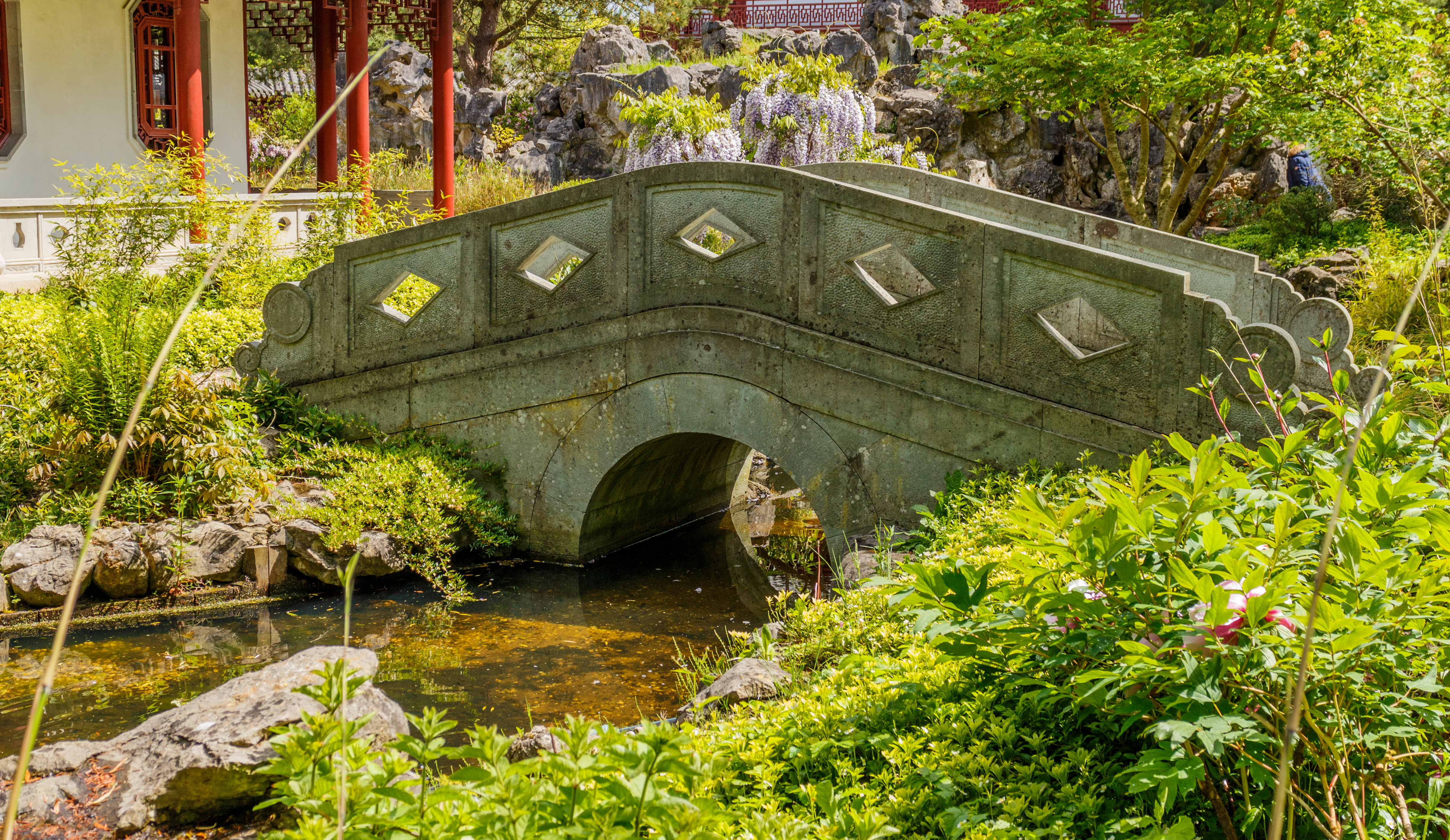
Brug over waterloop in de tuin
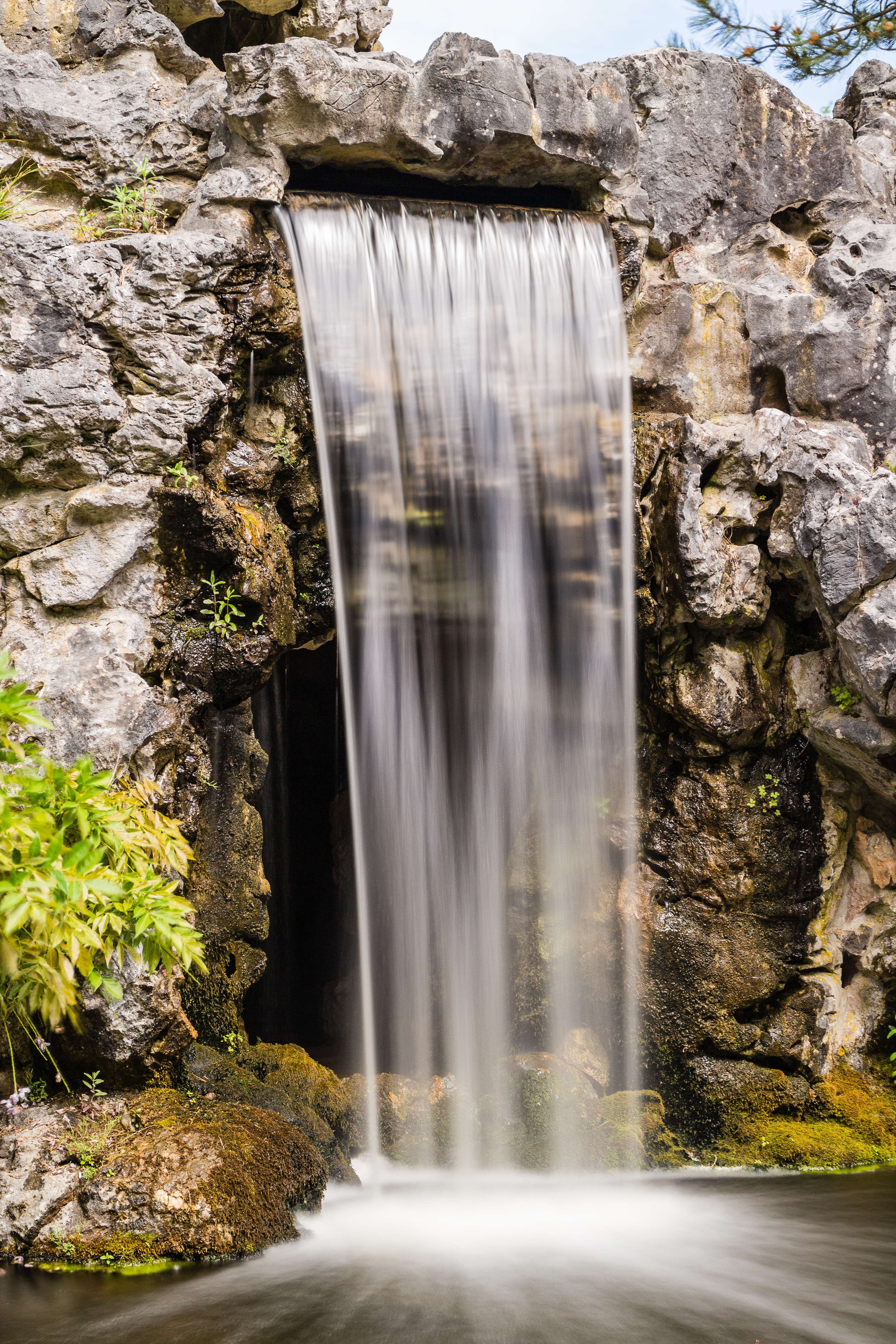
Waterval.

### Laarmantuin
De Laarmantuin is een wildeplantentuin. Hier groeien veel planten die op de rode lijst staan, de lijst met bedreigde inheemse wilde plantensoorten. De Laarmantuin is dan ook opgenomen in de Stichting Nationale Plantencollectie (SNP).

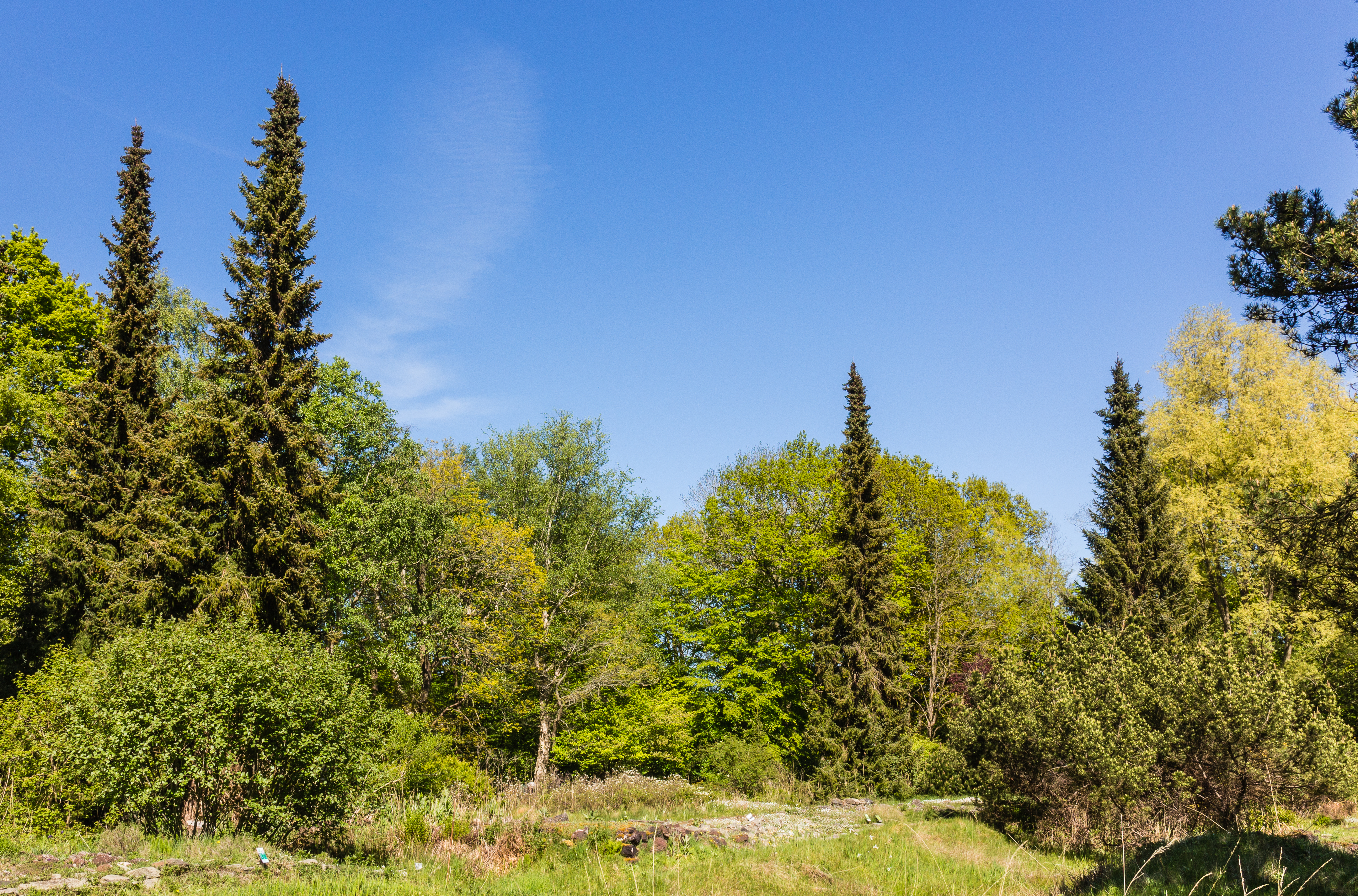
Zicht op de Laarmantuin
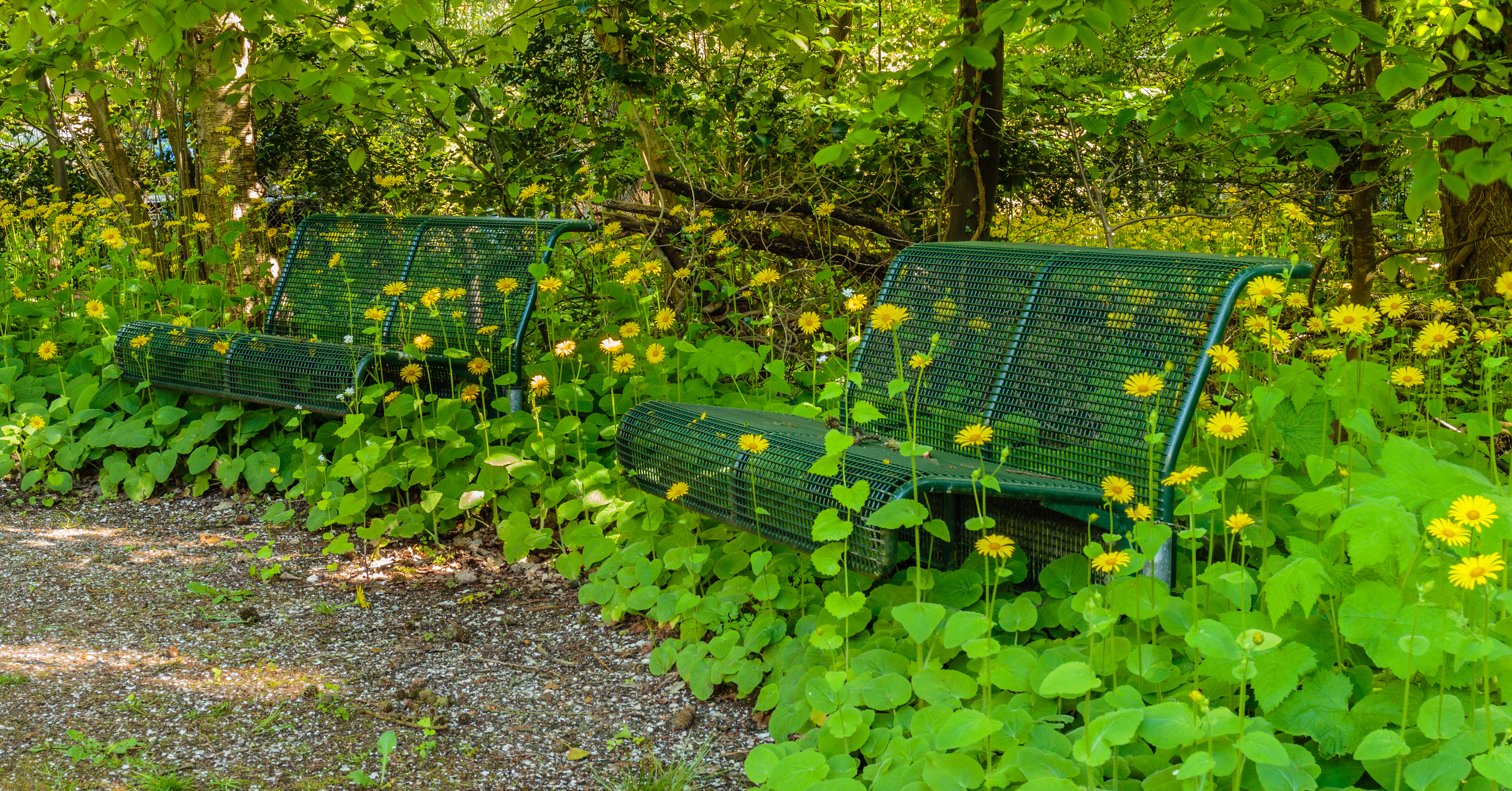
Stalen banken in de Laarmantuin

### Hondsrugtuin
In 2017 is de Hondsrugtuin geopend. De eerste twee jaren moest de grond van de tuin zich "zetten", daarna zijn de pioniersplanten grotendeels vanzelf verdwenen. Van de ingezaaide plantensoorten ontkiemden medio 2017 gewone margriet, boterbloemsoorten, wilde bertram, gewone brunel, dagkoekoeksbloem, duizendblad, rolklaversoorten, grote tijm en diverse soorten grassen. Ook de struikhei liep uit. Een gedeelte van de Hondsrugtuin bestaat uit planten die vlak na de ijstijden voorkwamen, zoals Zweedse kornoelje en Noords walstro. De flora is steeds meer een weerspiegeling geworden van het oorspronkelijke Hondsruglandschap uit de periode vóór de ruilverkavelingen en het gebruik van kunstmest.

### Vlinder- en bijentuin
Met de aanleg van een grote vlinder- en bijentuin is in het voorjaar van 2018 begonnen. Het is een biotoop geworden voor vlinders en bijen; met luwte, beschutting, plekken voor overwintering en waar waardplanten en drachtplanten te vinden zijn. Veel insectensoorten zijn erg kieskeurig en gebruiken maar een of enkele plantensoorten voor voedsel en voortplanting. Met de in te zaaien inheemse en uitheemse plantensoorten wordt hieraan tegemoet gekomen en levert het een bijdrage aan de biodiversiteit.

## Trivia
- In de kas stonden ook diverse volières van de Stichting Papegaaienhulp, waar papegaaien van verschillende soorten opgevangen werden. De papegaaien zijn inmiddels verhuisd naar een nieuw onderkomen in Erica (Drenthe).
- De Hortus Haren is een Hortus Botanicus Guardian; hoeder en poortwachter van de biodiversiteit.